# Malh dera Artiga
El Malh dera Artiga és una muntanya de 2.710 metres que es troba entre els municipis de Vielha e Mijaran, a la comarca de la Vall d'Aran i l'Aragó.
Aquest cim està inclòs al llistat dels 100 cims de la FEEC